# Kanal 7
Kanal 7 est une chaîne de télévision gabonaise généraliste communautaire crée en 2004 qui a cessé d’émettre officiellement en 2019, pour laisser sa place à « Gabon Culture ».

## Histoire de la chaîne
Kanal 7 est une télévision communautaire créée le 7 septembre 2004, à Koulamoutou, au Gabon. La chaîne a lancé officiellement en 2014 à Libreville sa nouvelle grille des programmes et son nouveau positionnement de télédiffusion qui s’étend alors à tout le pays et même à l’international. Pour sa deuxième phase de lancement, elle arrive sur le satellite. La chaîne est rétrocédée à l'État gabonais en 2017,,. Cependant, faute de moyens, elle disparaît progressivement.

## Programmes
La chaîne diffuse des émissions ainsi que des programmes généralistes tel que Sans Tabou ou encore Sun 7. Elle a notamment été choisie pour diffuser la série Parents mode d’emploi,.